# Viktor Josef Fezer

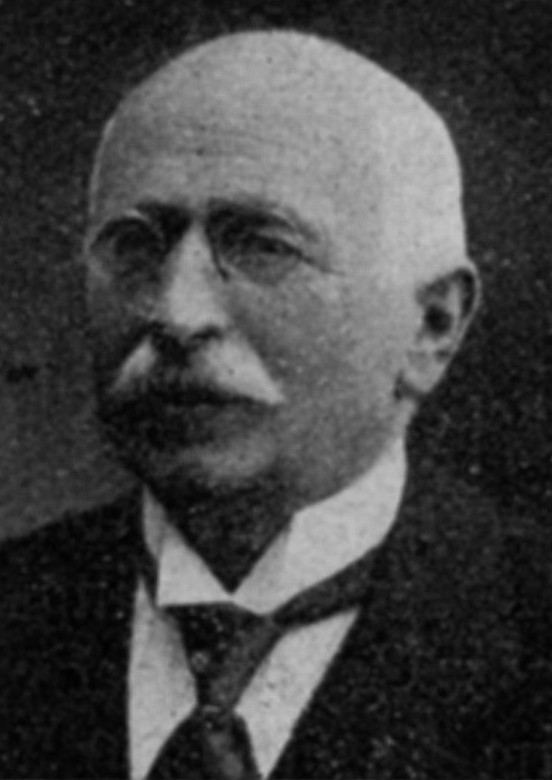
Viktor Josef Fezer

Viktor Josef Fezer (* 21. Februar 1861 in Weil der Stadt; † 25. Februar 1927 in Stuttgart) war ein deutscher Verwaltungsbeamter. 

## Leben
Nach dem Abitur am Gymnasium Ehingen studierte Fezer von 1881 bis 1885 Regiminalwissenschaft an der Eberhard Karls Universität Tübingen. Ab 1882 war er Mitglied der katholischen Studentenverbindung AV Guestfalia Tübingen. Bereits 1880 wurde er Mitglied der KDStV Aenania München im CV. 1885 legte er die erste und 1886 die zweite höhere Dienstprüfung ab. Von Juli bis Oktober 1886 war er Sekretariatsverweser beim Katholischen Kirchenrat, anschließend war er bis Dezember 1886 stellvertretender Amtmann beim Oberamt Künzelsau. 1887 wurde er stellvertretender Amtmann beim Oberamt Gerabronn und noch im selben Jahr Amtmann beim Oberamt Vaihingen. Anschließend war er von 1888 bis 1893 Amtmann beim Oberamt Heilbronn. Von 1893 bis 1896 war er Kollegialhilfsarbeiter bei der Regierung des Donaukreises in Ulm, beim Vorstand der Württembergischen Invaliditäts- und Altersversicherungs-Anstalt und bei der Zentralstelle für Gewerbe und Handel in Stuttgart. Von 1896 bis 1900 war er Oberamtmann des Oberamts Gerabronn. 1900 wurde er Vorsitzender des Schiedsgerichts IV für Arbeiterversicherung in Ellwangen mit der Dienststellung eines Kollegialrats (Regierungsrat). Danach war er von 1904 bis 1921 in der Ministerialabteilung für den Straßen- und Wasserbau tätig. 1910 wurde er Oberregierungsrat und 1913 wirklicher Oberregierungsrat. Von 1921 bis 1924 war er Regierungspräsident des Jagstkreises in Ellwangen. Infolge der Auflösungen der Kreise wurde er in den Ruhestand versetzt.

## Auszeichnungen
- 1897 Karl-Olga-Medaille in Silber
- 1906 Ritterkreuz 1. Klasse des Friedrichs-Ordens
- 1913 Ritterkreuz des Ordens der Württembergischen Krone